# Globonautes
Globonautes is een geslacht van kreeftachtigen uit de klasse van de Malacostraca (hogere kreeftachtigen).

## Soort
- Globonautes macropus (Rathbun, 1898)